# EEPCO
EEPCO es el acrónimo de Ethiopian Electric Power Corporation, gestor de red de transporte eléctrica de Etiopía. Su misión, como operador del sistema, era asegurar el correcto funcionamiento del sistema de suministro eléctrico y garantizar en todo momento la continuidad y seguridad del suministro de energía eléctrica. EEPCO gestionaba tanto la red de transporte de energía eléctrica como la red de distribución de energía eléctrica.
En diciembre de 2013, el gobierno etíope reestructuró EEPCo, fragmentándola en dos nuevas compañías: EEP, dedicada a los sectores de generación y transporte eléctricos, y EEU, dedicada al sector de distribución eléctrica del país.

## Enlaces
- Página web oficial